# Kanice (Plzeň)
Kanice è un comune della Repubblica Ceca facente parte del distretto di Domažlice, nella regione di Plzeň.